# BMW 332

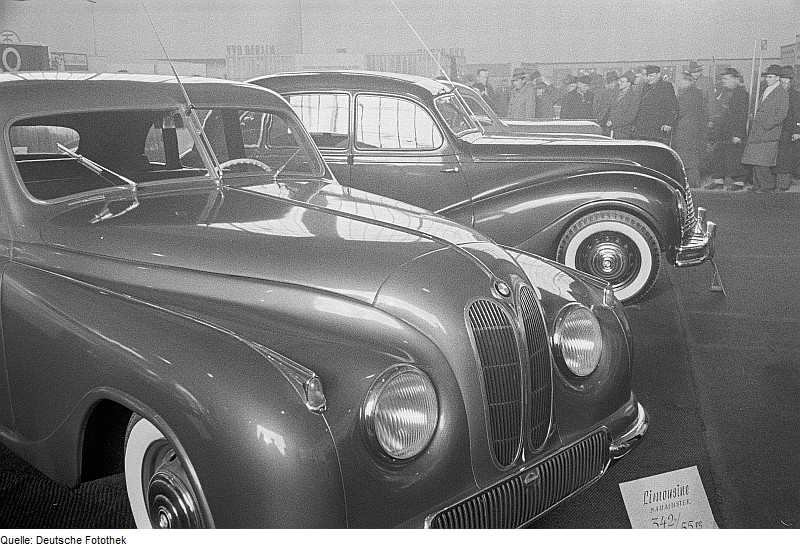
Der BMW 342 (Vordergrund; Prototyp), der 1951 im Eisenacher Werk ohne Mitwirkung der BMW-Zentrale in München entstand. Er übernahm weitgehend die Frontgestaltung des 1940 für die Serie geplanten BMW 332.

Der BMW 332 war ein 1939/40 weitgehend zur Serienreife entwickelter Personenwagen der Bayerischen Motoren Werke AG (BMW).
Es war eine viertürige Limousine der Oberklasse mit Pontonkarosserie, Fließheck und 2,0-Liter-Sechszylinder-Reihenmotor (Links zu Bildern:). Bedingt durch den Zweiten Weltkrieg konnte BMW die vorgesehene Serienfertigung nicht mehr aufnehmen. Es entstanden lediglich drei Vorserienwagen zu Erprobungszwecken, von denen keiner mehr existiert.

## Übersicht
Seit 1936 hatte BMW im Werk Eisenach, dem ehemaligen Dixi-Werk, den BMW 326 als viertürige Limousine und – mit Karosserien von Autenrieth, Baur und anderen – als zwei- und viertüriges Cabriolet gebaut. Mit fast 16.000 Fahrzeugen war er neben dem Kleinwagen BMW 3/15 PS (1929–1932) das erfolgreichste Vorkriegsmodell. 1939 wirkten die von Ambi-Budd in Berlin gelieferten Limousinenkarosserien mit ihrer hohen, schmalen Motorhaube, den klassischen, geschwungenen Kotflügeln vorne und hinten sowie den Trittbrettern im Vergleich zu den jüngsten Modellen von Adler, Opel und anderen eher konservativ. Durch den rasanten Ausbau der Autobahnen bestand zudem ein Bedarf nach einer aerodynamisch günstigeren Karosserie, um höhere Geschwindigkeiten erreichen zu können. Dem trug der BMW 332 mit seiner modernen Pontonkarosserie Rechnung.
1940 entstanden drei Versuchswagen, die sich in kleinen Details unterschieden. Obwohl der Zweite Weltkrieg bereits begonnen hatte, testete BMW die Fahrzeuge eingehend auf öffentlichen Straßen.
Das Modell 332 sollte den 326 ab 1940 ablösen. Es war als Ausgangsbasis für eine zukünftige Modellfamilie gedacht, wie ab 1936 der 326 die technische Grundlage für die Modelle 327, 327/28 und 328 (Sport-Cabriolet und -Coupé bzw. offener Sport-Zweisitzer) geliefert hatte. Der BMW 332 hätte damit in den 1940er-Jahren ein Hauptstandbein der BMW-Automobilproduktion werden sollen. Durch den Zweiten Weltkrieg wurde dies vereitelt.

## Entstehungshintergründe
Aerodynamisch optimierte Fahrzeuge mit Pontonkarosserie und Fließheck hatte BMW bereits zuvor getestet, so die Versuchswagen BMW K1 (1938/39) und BMW K4 (1939/40), jeweils auf Basis des größeren, 1939 vorgestellten BMW 335 sowie mit der Rennsport-Limousine auf Basis des sportlichen BMW 328, entwickelt für die Mille Miglia 1940. Vorbild war die Stromlinienform mit gekürztem Heck (sogenanntes Kamm-Heck) von Professor Wunibald Kamm (FKFS Stuttgart). Mit ihrer ungewöhnlichen bauchigen Formgebung und abgedeckten Radausschnitten (beim K1 auch vorne) sowie zum Teil großen Flossen auf dem Dach (zeitweise beim K4) entsprachen diese Fahrzeuge aber nicht dem breiten Publikumsgeschmack, weshalb die Form für eine Serienfertigung überarbeitet und zum Modell 332 weiterentwickelt wurde.
Motor, Kraftübertragung sowie Fahrgestell und Fahrwerk des BMW 326 waren hingegen 1939 noch aktuell, wurden zum Teil sogar als vorbildlich eingestuft, sodass BMW diese für das Modell 332 mit lediglich geringfügigen Veränderungen übernehmen wollte.

## Typologie
Der BMW 332 trug wie alle neuen BMW-Serienautomobile ab 1933, beginnend mit dem Modell 303 (1933–1934), eine Modellbezeichnung mit drei Ziffern und einer „3“ am Anfang. Kein Zusammenhang besteht mit der erst 1975 eingeführten Bezeichnung BMW-3er-Reihe für relativ kompakte, sportliche BMW-Modelle der Mittelklasse.
Die Bezeichnung 332 erfolgte ohne erkennbares System: Zwar ließen die Modelle 309, 315, 319, 320 und 335 ähnlich wie zumeist noch heute Rückschlüsse auf den Hubraum zu; bei den Modellen 303, 321, 325, 326, 327, 328, 329 und 332 war ein solcher Rückschluss hingegen nicht möglich.
Ein Modell 330 gab es vor dem Zweiten Weltkrieg nicht; der BMW 331 war ein erst nach dem Zweiten Weltkrieg begonnenes Kleinwagenprojekt ähnlich dem Fiat 500 Topolino. Die Modellbezeichnungen 333 und 334 wurden wiederum offiziell nicht vergeben, hätten bei Bedarf aber für Varianten des 332 zur Verfügung gestanden.
Später tauchte die Modellbezeichnung BMW 332 nochmals, wenn auch nur inoffiziell auf, nämlich 1995 bis 1999 für eine spezielle Export-Variante des BMW M3 (E36) für den nordamerikanischen Kontinent mit 3,2-Liter-Sechszylinder-Reihenmotor und 243 PS / 179 kW Leistung, 320 Nm Drehmoment und Fünfgang-Handschaltung (Motor-Typ S52USB32) anstelle des regulären M3-Motors mit 321 PS / 236 kW und 350 Nm.

## Einzelheiten zum Fahrzeugmodell

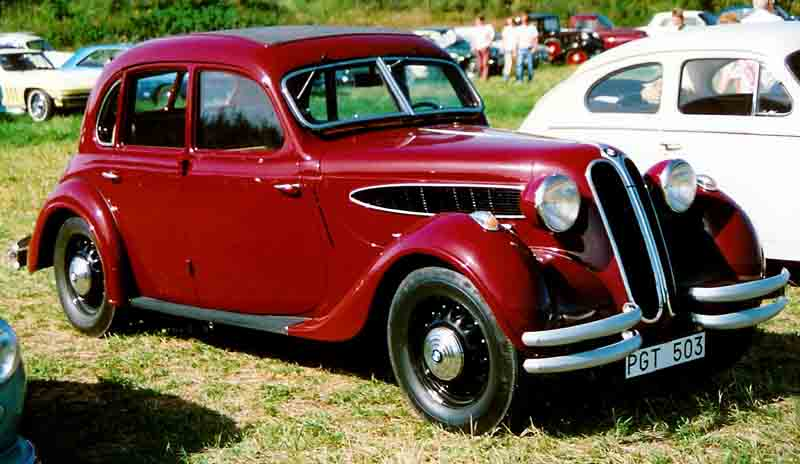
Der BMW 326, das Vorgängermodell des BMW 332, für den er das Fahrwerk und die Antriebstechnik lieferte

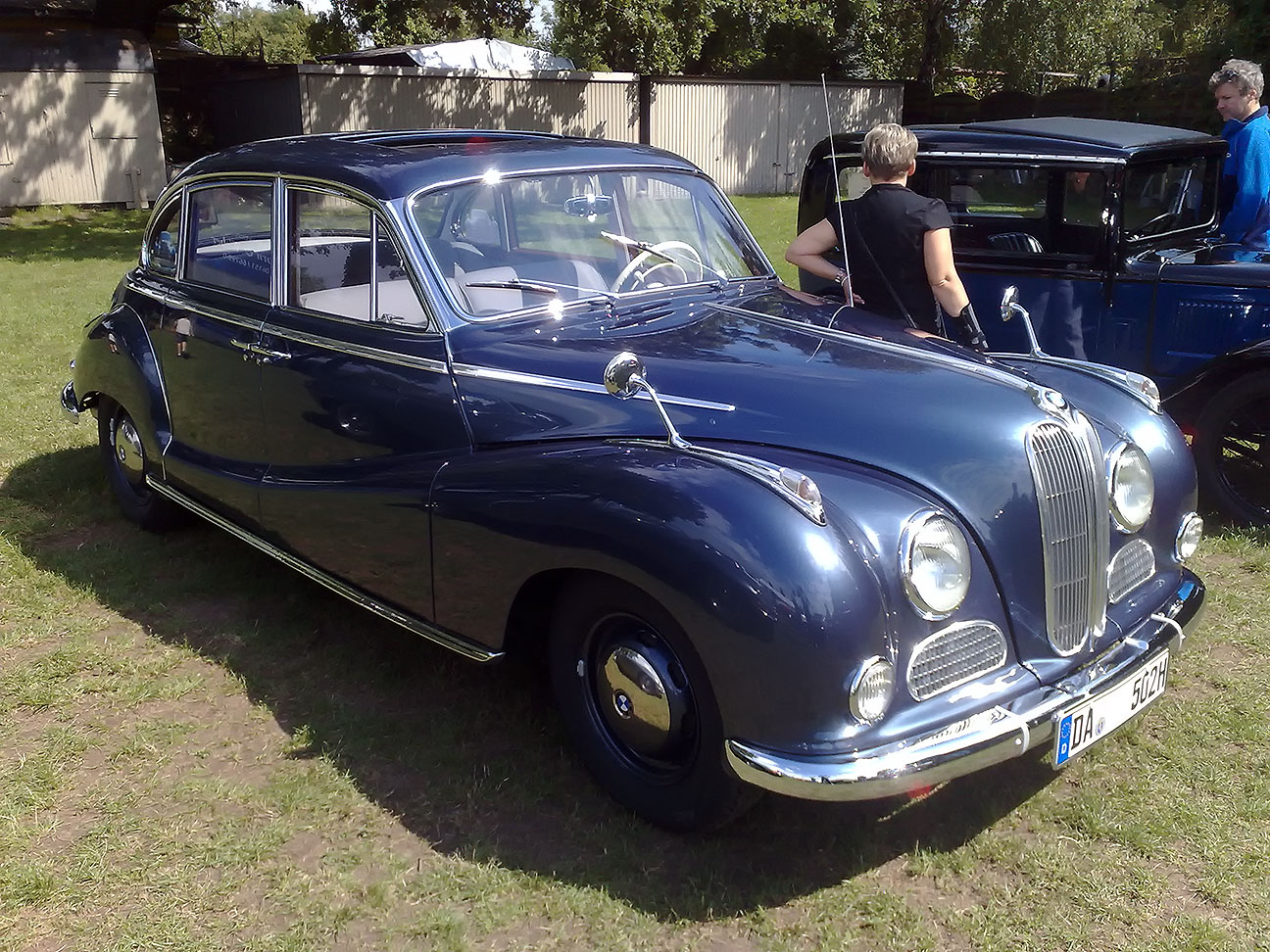
Der BMW 502, zusammen mit dem BMW 501 das erste BMW-Serienmodell nach dem Zweiten Weltkrieg, das einzelne Designmerkmale des 332 aufgriff

### Karosserie und Ausstattung
Der 332 besaß eine moderne Pontonform in glatter, elegant-schlichter Linienführung mit gerader Schulterlinie und Fließheck. Merkmale waren die großen, möglichst bündig in die Front eingepassten, relativ weit innen stehenden Scheinwerfer, die gegenüber dem 326 deutlich niedrigere, dafür stark gebogene BMW-Niere und große Fensterflächen mit geteilter Windschutzscheibe. In der Seitenlinie fielen das große dritte Seitenfenster, die vollständig abgedeckten Hinterräder sowie eine markante Chrom-Zierleiste an der Karosserieunterkante auf (durchgehend von der Hinterkante des vorderen Radausschnitts bis zum Heck). Am Heck befand sich eine große geteilte Heckscheibe und eine große Kofferraumhaube mit markanter Aussparung für das auf der Innenseite nahezu stehend montierte Reserverad.
Unterschiede zeigten die drei Vorserienwagen hinsichtlich der Türen. So gab es eine Ausführung, bei der vordere und hintere Türen jeweils hinten angeschlagen waren (sogenannte „Selbstmördertüren“); bei dieser Ausführung saßen die Türgriffe unmittelbar unterhalb der Seitenfenster oberhalb der Schulterlinie der Karosserie. Bei einer anderen Ausführung waren nur die vorderen Türen hinten angeschlagen, während die hinteren Türen – wie heute üblich – an der B-Säule angeschlagen waren (wie schon bei den Modellen 326 und 335); bei dieser Ausführung saßen die Türgriffe deutlich tiefer auf der abgerundeten Türaußenhaut.
Front und Seitenlinie des 332 erinnerten stark an die Versuchswagen K1 und K4 mit ihrer Pontonform und abgedeckten Hinterrädern. Statt des ungewöhnlichen Kamm-Hecks mit Abrisskante wurde eine gefälligere Fließheckform gewählt. Von hinten erinnerte der 332 relativ stark an den 1938 vorgestellten Opel Kapitän (Fließheck, Heckscheibenform, Kofferraumhaube mit Reserveradmulde). Unmittelbar vor dem Krieg hatte BMW mehrere Ingenieure in München eingestellt, die zuvor für Opel gearbeitet hatten, was die Karosserieähnlichkeiten erklären könnte.
Ein sehr ähnliches Design fand sich später beim Borgward Hansa 2400 (in der Version bis 1955) oder dem Standard Vanguard (Phase I).

### Chassis und Fahrwerk
Der 332 erhielt das Chassis und Fahrwerk des 326, also einen Tiefbett-Kastenrahmen mit einer Vorderradaufhängung bestehend aus oberen Querlenkern sowie einer Querfeder unten und einer Spurweite von 1300 Millimeter. Hinten hatte der 332 eine Starrachse mit zwei Längsfederstäben und einer Spurweite von 1400 Millimeter. Diese galt als komfortabler, jedoch weniger sportlich als die Starrachse mit halbelliptischen Blattfedern des 327 und 328 bzw. der Modelle 320/321, was dem Anspruch des 332 als Oberklassefahrzeug besser entsprach. Er hatte eine Zahnstangenlenkung sowie hydraulisch betätigte Innenbacken-Trommelbremsen an allen vier Rädern mit seilzugbetätigter Handbremse auf die Hinterräder.

### Motor und Getriebe
Der 332 sollte einen modifizierten Motor des BMW 326 erhalten, also den bewährten wassergekühlten Sechszylinder-Viertakt-Reihenmotor mit 1971 cm³ Hubraum und sehr langhubiger Auslegung (Bohrung 66 Millimeter, Hub 96 Millimeter), wegen der Weiterentwicklung intern als Motor-Typ 326/4 bezeichnet. Er verfügte über eine nur vierfach gelagerte Kurbelwelle sowie eine seitliche, mittels Duplex-Kette angetriebene Nockenwelle mit hängenden Ventilen (OHV-Ventilsteuerung), die über Stoßstangen und Kipphebel betätigt wurden.
Besonderes Merkmal des Modells 332 war der Ölkühler, um dem Fahrzeug zusätzliche thermische Reserven für konstant höhere Drehzahlen und Geschwindigkeiten zu geben, wie sie bei längeren Autobahnfahrten entstanden.
Die Kraft wurde über eine Einscheibentrockenkupplung und ein handgeschaltetes Viergang-Getriebe auf die Hinterräder übertragen.
Besonderheit des 332 war der für ein BMW-Fahrzeug erstmalige Einsatz einer Lenkradschaltung anstelle der gewohnten Mittelschaltung. Er nahm damit ein Detail vorweg, das BMW bei seinen Nachkriegsmodellen 501 und 502 – bis 1957 auch beim Typ 503 – serienmäßig verwandte.

## Verbleib der Fahrzeuge
Die Spur von zwei der Versuchswagen verliert sich im Zweiten Weltkrieg bzw. an dessen Ende; sie gelten als verschollen. Das dritte Fahrzeug konnte nach dem Ende des Zweiten Weltkriegs 1945 stark beschädigt aus den Trümmern des BMW-Werks München im Stadtteil Milbertshofen geborgen werden. Es wurde in der Folgezeit wieder aufgebaut, erhielt jedoch einen normalen 2,0-Liter-Sechszylinder-Motor mit 37 kW / 50 PS aus Vorkriegsproduktion, wie er im Modell 326 eingesetzt worden war. Bis 1949 wurde dieses Fahrzeug als Direktionswagen am BMW-Hauptsitz in München eingesetzt. Nächster Eigentümer wurde der Rennfahrer Georg „Schorsch“ Meier. Nach einer Quelle soll Willi Huber (* 1910; † 2002), ein ehemaliger BMW-Rennsporttechniker, in seiner Werkstatt auf der Insel Frauenchiemsee den letzten BMW 332 ausgeschlachtet haben, um mit seinen Fahrwerksteilen sowie Motor- und Antriebskomponenten einen seiner HH-Renner für Hermann Holbein zu bauen.
Damit existiert heute kein einziger BMW 332 mehr. Bis heute (Stand: Februar 2010) sind keine Bemühungen von BMW bekannt geworden, einen Nachbau anfertigen zu lassen, wie dies beispielsweise bei einzelnen prestigeträchtigen 328-Rennsportversionen geschah.

## Bedeutung für die Nachkriegsproduktion
BMW war durch den Zweiten Weltkrieg besonders hart getroffen worden: Das Werk Eisenach, in dem die Vorkriegs-Automobilproduktion angesiedelt war, lag in der sowjetischen Besatzungszone. Die beiden BMW-Werke in München, vor dem Krieg insbesondere zuständig für die Motorradproduktion, waren durch Bomben weitgehend zerstört, danach zeitweise beschlagnahmt und teilweise demontiert worden. Um die Bedürfnisse der breiten Bevölkerung zu decken, begann BMW zunächst mit der Produktion von Alltagsgegenständen wie Kochtöpfen, Baubeschlägen und Bäckereimaschinen.
Geplant wurde auch der Bau von Personenwagen, insbesondere von Vorkriegsmodellen ähnlich wie bei Volkswagen, Opel, Ford und Mercedes-Benz. Hierzu hätte sich der moderne BMW 332 angeboten. BMW sah sich in den ersten Nachkriegsjahren jedoch außerstande, hierzu die nötigen Produktionshallen zu errichten und die Fertigungsmaschinen zu beschaffen.
Einzelne Gestaltungsmerkmale des modernen BMW 332 wie die markante Frontgestaltung im Bereich der Frontscheinwerfer, der BMW-Niere und des Übergangs zur Motorhaube fanden sich in den 1950er-Jahren am Modell 501/502 wieder, auch wenn dieser Wagen mit seinen ausgeformten Kotflügeln im Stil der zeitgenössischen Austin klassischer wirkte (Spitzname: „Barockengel“).
Im Osten Deutschlands griff die Sowjetische Aktiengesellschaft Awtowelo das Design des BMW 332 im Jahr 1951 nochmals auf, als sie auf Basis des Vorkriegs-BMW 326 bzw. des BMW 340 ihren Prototyp 342 präsentierte. Dieser übernahm weitgehend die Front des BMW 332, jedoch ergänzt um einen zusätzlichen unteren Kühllufteinlass sowie verchromte, auf den Vorderkotflügeln aufgesetzte Blinker.